# Butia stolonifera
Butia stolonifera là loài thực vật có hoa thuộc họ Arecaceae. Loài này được (Barb.Rodr.) Becc. mô tả khoa học đầu tiên năm 1916.